# Chesapeake Ranch Estates-Drum Point
Chesapeake Ranch Estates-Drum Point és una concentració de població designada pel cens dels Estats Units a l'estat de Maryland. Segons el cens del 2000 tenia 11.503 habitants.

## Demografia
Segons el cens del 2000, Chesapeake Ranch Estates-Drum Point tenia 11.503 habitants, 3.865 habitatges, i 3.041 famílies. La densitat de població era de 735,3 habitants per km².
Dels 3.865 habitatges en un 49% hi vivien nens de menys de 18 anys, en un 63,4% hi vivien parelles casades, en un 9,8% dones solteres, i en un 21,3% no eren unitats familiars. En el 15,9% dels habitatges hi vivien persones soles el 4% de les quals corresponia a persones de 65 anys o més que vivien soles. El nombre mitjà de persones vivint en cada habitatge era de 2,98 i el nombre mitjà de persones que vivien en cada família era de 3,33.
Per edats la població es repartia de la següent manera: un 34,3% tenia menys de 18 anys, un 6,1% entre 18 i 24, un 36,8% entre 25 i 44, un 16,3% de 45 a 60 i un 6,5% 65 anys o més.
L'edat mediana era de 32 anys. Per cada 100 dones de 18 o més anys hi havia 97,1 homes.
La renda mediana per habitatge era de 56.904 $ i la renda mediana per família de 60.011 $. Els homes tenien una renda mediana de 44.545 $ mentre que les dones 29.380 $. La renda per capita de la població era de 21.428 $. Entorn del 4,3% de les famílies i el 4,8% de la població estaven per davall del llindar de pobresa.

## Poblacions més properes
El següent diagrama mostra les poblacions més properes.